# Dunstable
Dunstable è una città di 33 805 abitanti della contea del Bedfordshire, in Inghilterra.

## Amministrazione

### Gemellaggi
- Bourgoin-Jallieu